# Anastilosi

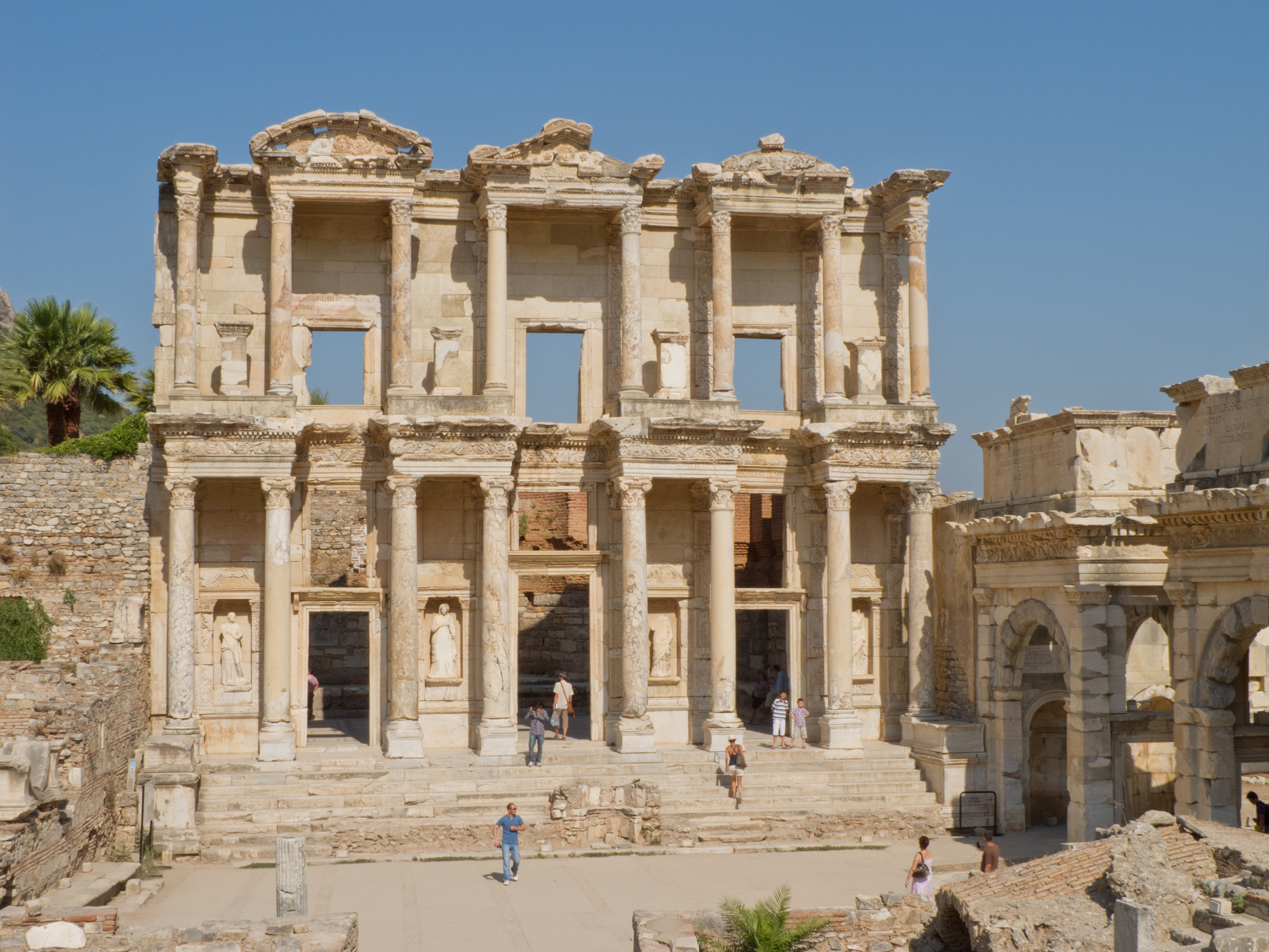
La facciata della Biblioteca di Celso a Efeso, esempio di anastilosi condotta con soluzioni sofisticate negli anni settanta

In architettura e, soprattutto, in archeologia, l'anastilòsi (dal greco ἀναστήλωσις «riedificazione», derivato da ἀναστηλόω «riedificare») è la tecnica di restauro con la quale si rimettono insieme, elemento per elemento, i pezzi originali di una costruzione andata distrutta, per esempio dopo un terremoto.

## Tecnica

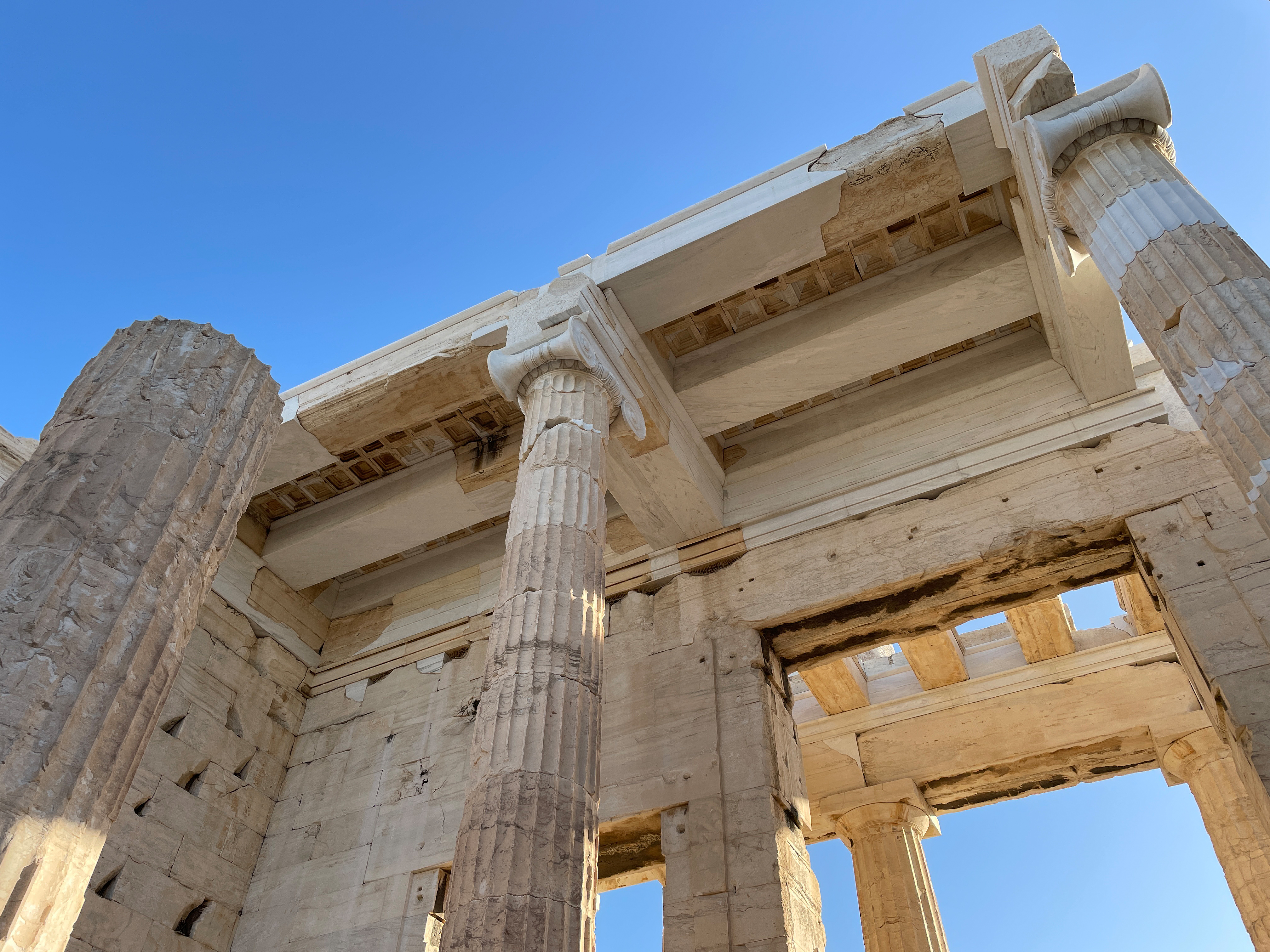
L'anastilosi è chiaramente visibile nei capitelli ionici e nell'architrave dei Propilei dell'Acropoli di Atene.

Questa tecnica è particolarmente utilizzata nei siti archeologici per ricostruire degli edifici distrutti o parti strutturali di essi, come ad esempio le colonne, delle quali è stato possibile rinvenire una quantità sufficiente di resti. Molto spesso, infatti, i resti dei templi che oggi è possibile vedere nei più famosi siti archeologici sono frutto di ricostruzioni per anastilosi.
In base alle raccomandazioni dettate dalla carta del restauro di Atene del 1931 (art. 4), l'anastilosi è considerata una tecnica di ricostruzione auspicabile ogni volta che le condizioni lo consentano, e l'unica scientificamente accettabile: la posizione è ribadita dalla Carta di Venezia del 1964, che definisce l'anastilosi come la "ricomposizione di esistenti parti smembrate con l'aggiunta eventuale di quegli elementi neutri che rappresentino il minimo necessario per integrare la linea e assicurare le condizioni di conservazione" e la qualifica come l'unica scientificamente accettabile: ogni integrazione che dovesse rendersi necessaria deve risultare distinguibile dalle parti antiche, al fine di non offuscare la leggibilità.

## Esempi e problematicità

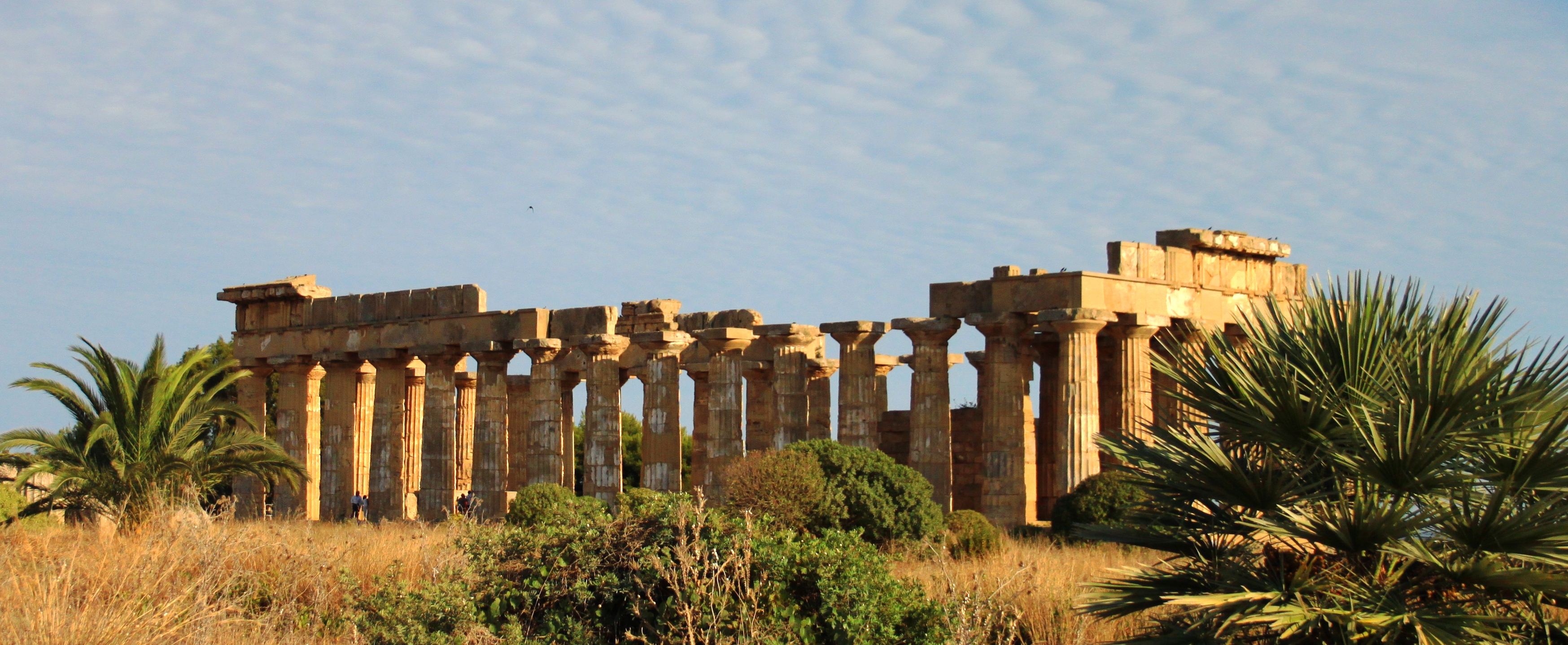
Il "tempio E di Selinunte", dedicato a Era nel V secolo a.C., esempio di criticità in un intervento di anastilosi

Un esempio di anastilosi che si è avvalsa di soluzioni strutturali imponenti e tecnicamente sofisticate è l'intervento ricostruttivo sul prospetto anteriore della Biblioteca di Celso di Efeso e quello sull'adiacente porta monumentale che si apre sull'agorà.
Un esempio dagli esiti non così felici è quello sui templi del sito archeologico di Selinunte, in Sicilia, i cui resti si erano conservati in loco nella quasi totalità e in buone condizioni complessive, in quanto gli edifici erano stati atterrati da un sisma; in questo caso, l'operazione di ricostruzione, se da un lato ha permesso una valutazione più adeguata dell'architettura e dei suoi elementi costitutivi, dall'altro si è spinta a integrazioni improprie e irreversibili, mentre, peraltro, le tecniche utilizzate si sono mostrate inadatte a reggere l'usura e le offese del tempo.
Negli anni si possono ricordare, inoltre, gli interventi di anastilosi sul teatro di Sabratha (1932-1937), la ricostruzione dello Stari Most a Mostar, distrutto nel 1992-93 durante le guerre jugoslave, del portico della chiesa di San Giorgio in Velabro a Roma dopo l'attentato del luglio 1993 e del duomo di Venzone dopo il terremoto del 6 maggio 1976.

## Ricostruzioni virtuali
Lo sviluppo avuto nel tempo dalle tecniche di computer grafica e di scansione 3D permette, in uno scenario di realtà virtuale, l'"anastilosi virtuale": la ricostruzione non riguarda solo costruzioni o parti strutturali di esse, ma si spinge anche ai manufatti e ai frammenti, "attraverso sistemi in grado di trasporre in digitale e replicare virtualmente le modalità tradizionali di ricomposizione e assemblaggio" usate in passato per via manuale.
Un recente e notevole intervento di ricostruzione virtuale, al quale è seguita una ricostruzione per anastilosi, è il restauro della Cappella Ovetari a Padova, con un ciclo di affreschi di Andrea Mantegna.